# Васильев, Вадим Николаевич
Вади́м Никола́евич Васи́льев (10 апреля 1955 — 20 января 2021) — советский футболист, защитник.
В 1974 году играл в дубле ленинградского «Зенита». 22 июня 1975 года провёл единственный матч за основную команду: в домашнем матче высшей лиги чемпионата СССР против «Арарата» вышел на замену на 52-й минуте. В 1976 году сыграл 20 матчей в составе ленинградского «Динамо» во второй лиге (команда заняла первое место в турнире 3-й зоны).
Проводится турнир памяти Вадима Васильева.